# Александрово (Судиславский район)
Алекса́ндрово — село в составе Судиславского сельского поселения Судиславского района Костромской области, Россия.

## История
По старинному обычаю села и деревни часто назывались по имени его основателя. Отсюда видим, что село Олександр Святой основал лично князь А. Невский. Археологическая разведка 1990 года подтвердила это суждение.
Это село одно из первых приобретений великих московских князей на территории удельного Костромского княжества. Ивану Калите село досталось от бабки-супруги Александра Невского.
Впервые село упомянуто в 1328 году в завещании Ивана Калиты под названием Олександр Святой.
В 1353 году оно завещано Семеном Гордым своей княгине.  Являясь наследником московского престола Семен Гордый значился удельным костромским князем. Когда и все княжество отошло Москве, отпала необходимость перечислять в завещаниях отдельные костромские села. Но это событие произошло только в 15 веке.
В 1629 году селом владели дворяне Девотчкины. У них был господский двор с двумя деревянными храмами Н. Чудотворца и во имя Илии. Ильинская церковь имела просторную трапезную. При храме было 3 двора. В 1653 году по описи в приходе  21 двор господский и 166 дворов крестьянских.
В 1657 году владельцами стали знатные дворяне Чихачевы. Среди помещиков прихода были Глебовы, Тюхменевы. В 1708 году Тюхменевы построили каменную Ильинскую церковь. В 1732 году Глебовы перестроили сгоревший храм.
В 1907 году в селе было 71 человек против 49 в недавнем прошлом. В дворянской усадьбе проживало 17 человек. В 30-е годы храм был закрыт и лишился колокольни. Господская усадьба не сохранилась.

## Население
По данным 2008 года в селе проживало 119 человек, имелось 4 улицы, работал сельхозкооператив. 
| 2008 | 2010 | 2014 |
| ---- | ---- | ---- |
| 115  | ↘78  | ↗103 |